# Клон (фильм)
«Клон» (англ. Dual, альтернативное название — «Двойник») — американский художественный фильм 2022 года режиссёра Райли Стернса в жанре научно-фантастического триллера. Две главных роли в картине сыграла Карен Гиллан. 

## Сюжет
Действие фильма происходит в будущем. Главная героиня — девушка по имени Сара, которая неизлечимо больна. Чтобы смягчить удар для своих близких, она создаёт собственного клона, но позже выясняется, что она выздоровела. Мать и муж героини предпочитают ей клона, к тому же последний просит оставить его в живых. По закону это означает, что Сара и её клон должны встретиться в смертельном поединке, чтобы остался только один.
Сара долго готовится к бою. После неожиданной встречи она и клон сближаются и решают вместе бежать, но на пути через границу в лесу Сара умирает, выпив отравленной клоном воды. Клон приходит на поединок и заявляет, что она и есть Сара. Она занимает место главной героини, но муж и мать Сары знают, что произошло. Постепенно клон начинает чувствовать ту же неудовлетворённость, которая была у Сары. К тому же мать главной героини угрожает клону, что обо всём расскажет властям. В финальной сцене клон, едущий в машине по кольцевой развязке, останавливается и плачет.

## В ролях
- Карен Гиллан — Сара / двойник Сары[5]
- Аарон Пол — Трент[6]
- Тео Джеймс — Роберт Майклз
- Бела Коале — Питер, муж Сары
- Санна Джун Хайд — доктор

## Релиз и оценки
Фильм полностью снимался в Тампере, Финляндия. Премьера состоялась 22 января 2022 года на кинофестивале «Сандэнс». 15 апреля 2022 года «Клон» вышел в прокат в США, 19 мая — в России.
По мнению Андрея Плахова, невысоко оценившего работу Стернса, «идея о том, что копия вытесняет оригинал, настолько не нова, что фильм, построенный на ней, сам превращается в бледную копию того, что не раз было художественно воплощено более талантливыми людьми». Дмитрий Ранцев в своей рецензии, напротив, отмечает: «„Клон“ — одна из не получивших наград „жемчужин“ фестиваля „Сандэнс“». Питер Дебрюж из Variety написал: «Это на самом деле довольно проницательная комедия. Смех возникает не столько из-за шуток, сколько из-за острых уколов правды…».
Журнал Paste назвал «Клона» лучшим фантастическим фильмом 2022 года, его включили в свои списки лучших фантастических фильмов ScreenRant, Looper и Esquire. «Клон» получил премию «Сатурн» за 2022 год в категории лучший независимый фильм.